# 大厂区
大厂区曾是江苏省南京市的一个市辖区。其名来自1935年范旭东此地建立的永利錏厂，时称远东第一大厂。1949年4月，南京市定格为直辖市，下设的第十二区即大厂区；1953年撤销大厂区，设立大厂镇；1958年撤销南京市大厂镇，并入浦口区；1973年9月，由原六合县卸甲甸等地析出成立大厂区；后于2002年4月，经国务院批准，六合县与大厂区合并成为南京市六合区，而大厂区则成为南京市沿江工业开发区的主体。